# مرحله گروهی لیگ قهرمانان اقیانوسیه ۲۰۲۴
مرحله گروهی لیگ قهرمانان اقیانوسیه ۲۰۲۴ از ۱۱ تا ۲۰ مه ۲۰۲۴ برگزار شد. در مجموع ۸ تیم در مرحله گروهی برای تعیین چهار سهمیه در مرحله حذفی لیگ قهرمانان اقیانوسیه ۲۰۲۴ به رقابت پرداختند.

## قرعه کشی
قرعه کشی مرحله گروهی توسط اواف‌سی در ۱۷ ژانویه ۲۰۲۴ اعلام شد. ۸ تیم در دو گروه چهار تیمی قرار گرفتند.
| برندگان پلی آف ملی                                                                      | برنده مرحله مقدماتی |
| --------------------------------------------------------------------------------------- | ------------------- |
| - روا - مجنتا - اوکلند سیتی - هیکاری یونایتد - سلیمان واریورز - پیرائه - ایفیرا بلک برد | - وایواسه تای       |

## فرمت
چهار تیم در هر گروه به صورت نوبت‌گردشی در دو مکان متمرکز در تاهیتی با یکدیگر بازی کردند. تیم‌های اول و دوم هر گروه به مرحله نیمه نهایی مرحله حذفی راه یافتند.

## برنامه مسابقات
در ابتدا، قرار بود هر گروه در همان روز میزبان مسابقات خود باشد، اما لغو پرواز برای ایفیرا بلک برد باعث تغییر برنامه شد تا همه مسابقات آنها در نظر گرفته شود. برنامه نهایی هر روز مسابقه در زیر نشان داده شده است:
| مرحله  | تاریخ      | تاریخ           |
| مرحله  | گروه A     | گروه B          |
| ------ | ---------- | --------------- |
| هفته ۱ | ۱۱مه ۲۰۲۴  | ۱۲ و ۲۰ مه ۲۰۲۴ |
| هفته ۲ | ۱۴ مه ۲۰۲۴ | ۱۵ و ۱۶ مه ۲۰۲۴ |
| هفته ۳ | ۱۷ مه ۲۰۲۴ | ۱۸ مه ۲۰۲۴      |

## گروه‌ها

### گروه A
| تیم            | بازی | برد | تساوی | باخت | گل‌زده | گل‌خورده | تفاضل‌گل | امتیاز | صلاحیت     |
| -------------- | ---- | --- | ----- | ---- | ----- | ------- | ------- | ------ | ---------- |
| اوکلند سیتی    | ۳    | ۲   | ۱     | ۰    | ۸     | ۲       | ۶+      | ۷      | مرحله حذفی |
| روا            | ۳    | ۲   | ۱     | ۰    | ۸     | ۶       | ۲+      | ۷      | مرحله حذفی |
| هیکاری یونایتد | ۳    | ۱   | ۰     | ۲    | ۴     | ۴       | ۰       | ۳      |            |
| سلیمان واریورز | ۳    | ۰   | ۰     | ۳    | ۲     | ۱۰      | ۸−      | ۰      |            |

| روا | ۲–۲ | اوکلند سیتی |
| --- | --- | ----------- |
|     |     |             |

| سلیمان واریورز | ۰–۲ | هیکاری یونایتد |
| -------------- | --- | -------------- |
|                |     |                |

| اوکلند سیتی | ۱–۰ | هیکاری یونایتد |
| ----------- | --- | -------------- |
|             |     |                |

| سلیمان واریورز | ۲–۳ | روا |
| -------------- | --- | --- |
|                |     |     |

| هیکاری یونایتد | ۲–۳ | روا |
| -------------- | --- | --- |
|                |     |     |

| اوکلند سیتی | ۵–۰ | سلیمان واریورز |
| ----------- | --- | -------------- |
|             |     |                |

### گروه B
| تیم            | بازی | برد | تساوی | باخت | گل‌زده | گل‌خورده | تفاضل‌گل | امتیاز | صلاحیت     |
| -------------- | ---- | --- | ----- | ---- | ----- | ------- | ------- | ------ | ---------- |
| پیرائه (م)     | ۳    | ۲   | ۱     | ۰    | ۱۱    | ۱       | ۱۰+     | ۷      | مرحله حذفی |
| مجنتا          | ۳    | ۲   | ۱     | ۰    | ۱۰    | ۱       | ۹+      | ۷      | مرحله حذفی |
| ایفیرا بلک برد | ۳    | ۱   | ۰     | ۲    | ۷     | ۸       | ۱−      | ۳      |            |
| وایواسه تای    | ۳    | ۰   | ۰     | ۳    | ۱     | ۱۹      | ۱۸−     | ۰      |            |

| پیرائه | ۶–۰ | وایواسه تای |
| ------ | --- | ----------- |
|        |     |             |

| مجنتا | ۸–۰ | وایواسه تای |
| ----- | --- | ----------- |
|       |     |             |

| پیرائه | ۵–۱ | ایفیرا بلک برد |
| ------ | --- | -------------- |
|        |     |                |

| وایواسه تای | ۱–۵ | ایفیرا بلک برد |
| ----------- | --- | -------------- |
|             |     |                |

| مجنتا | ۰–۰ | پیرائه |
| ----- | --- | ------ |
|       |     |        |

| ایفیرا بلک برد | ۱–۲ | مجنتا |
| -------------- | --- | ----- |
|                |     |       |